# Грб Румуније
Грб Румуније је званични хералдички симбол државе Румуније.
Грб чини златни орао који држи крст (симбол вере) у кљуну, те скиптар (симбол власти) и мач (симбол снаге) у канџама. Три боје на грбу су истоветне онима које се налазе на застави Румуније: црвена, жута и плава.
Штит на грудима орла подељен је на пет делова, од којих сваки представља једну од пет историјских покрајина Румуније:
- златни орао - Влашка;
- глава дивљег говеда - Молдавија;
- делфини - Добруџа;
- седам замака, орао, Сунце и Месец - Трансилванија (Ердељ);
- лав - Банат.

Грб Руминије је промењен 11. јула 2016. додавањем круне из доба Краљевине Румуније.

## Галерија
- Грб Молдавије
- Застава Молдавије; пропорција заставе: 1:2